# Mendlik Ágoston
Mendlik Ágoston (Pécs, 1831. március 13. – Pécs, 1890. november 20.) római katolikus apátplébános. Mendlik János mesterképzőintézeti tanár fia, Mendlik Alajos, Mendlik Ferenc, Mendlik Mihály és Mendlik Teréz testvére.

## Élete
Középiskoláit szülőhelyén végezte a ciszterci gimnáziumban, mire az ottani papnevelőbe lépett, ahonnan Pestre küldetett a hittani tanulmányok hallgatására. 1854-ben miséspappá szenteltetett fel. Több helyen (Bocsok, Szelény és Bonyhád) volt segédlelkész, később pécsbelvárosi plébános, azután címzetes apát.
Munkálataiban jelentek meg első cikkei; ugyanekkor dolgozott már a Katholikus Néplapba, melynek később rendes munkatársa lett; említést érdemel A vasárnapi iskolákról írt munkálata, mely pályadíjat nyert; írt egy cikket A mestergyülekezetekről is.
Cikkei a Magyar Sajtóban (1857. 284. szám, Igénytele nézet a szegény tanulók sorsáról); a pécsi reáliskola Programmirodájába (1859. Ellenzi-e az egyház az ipart és a szépművészetet?); az Ifjusági Plutarchben (Pápa, 1859. III. Szepesy Ignácz); a Hazánkban (1860. Négyessy báró Szepessy Ignácz pécsi püspök, Fundatio adacemiae Quinqueecclesiensis Ingatii Szepesy 1835., Szepesy Ignácz végrendelete 1836. szept. 23.); az István bácsi Naptárában (1863. A keresztény család); a Magyar Sionban (1863. Egyed Antal dunaföldvári plébános, Beke Kristóf nyug. kath. lelkész és író, 1865. Mária-Gyűd); írt még a Religióba, a Magyar Államba és a Tanodai Lapokba (A vasárnapi iskoláról c. cikkével pályadíjat is nyert); az Egyetemes Magyar Encyclopaediának is munkatársa volt.

## Munkái
- A katekizmus leirása, vagyis az összes vallási igazságoknak a bibliával egybekapcsolt mulattató, könnyü, népszerű fejtegetése; szép példák, történetek, hasonlatosságok, szertartások magyarázatával felvilágosítva, a szentirás és a szent atyák idézéseivel megerősítve. Mindezekhez járul kérdések és feleletekbe foglalt egyházi történet és Palaestina leírása. Lelkészek, tanítók, nevelők, különösen vasárnapi iskolákban működők számára. Buda, 1859, két kötet (2500 előfizetője volt)
- Házasulandók tanitása. Pécs, 1862
- IX. Pius római pápa és a magyar főpapok és egyháznagyok életrajzgyűjteménye. Uo. 1864
- Könnyű és Népszerű Falusi Prédikácziók. Dogmaticus, moralis, alkalmi, bőjti, körmeneti, bucsú, egyes védszenti, liturgiai, vasárnapi, ünnepi, oltári, homiliai, esketési szent beszédek gyűjteményével. Uo. 1865-76, tizenkét évfolyam havi füzetekben
- Egyházi szent beszéd, melyet szent István király évfordulati ünnepén Bécsben a t. kapuczinus atyák templomában 1867. Kisasszonyhava 25. tartott. Bécs, 1867.
- Alkalmi beszéd, melyet a mohácsi ütközet évfordulóján 1870. aug. 29. mondott. Pécs, 1870
- Alkalmi szent beszédek. Pécs, 1876
- Palesztina leirása ...
- Rövid egyházi történelem ...